# شهرستان اراک
شهرستان اراک یکی از شهرستان‌های استان مرکزی ایران است. این شهرستان ازدو بخش مرکزی و معصومیه تشکیل شده‌است. مرکز آن کلان‌شهر اراک است. جمعیت این شهرستان طبق سرشماری سال ۱۳۹۵ بالغ بر ۵۹۱٬۷۳۷ بوده‌است.

## جغرافیا

### موقعیت جغرافیایی
شهرستان اراک از شمال به تفرش، از مغرب به همدان و ملایر، از مشرق به شهرستان محلات و از جنوب به شهرستان خمین و شازند محدود شده و ارتفاع متوسط شهرستان حدود ۱۷۰۰ متر از سطح دریاست و از لحاظ وسعت سومین شهرستان استان بعد از شهرستان زرندیه و ساوه می‌باشد.

### اقلیم
شهرستان اراک به لحاظ برخورداری از عوامل آب و هوایی (مانند مجاورت با تالاب میقان، وجود ارتفاعات و…) دارای نوسانات اقلیمی است، به‌طور کلی تابستان‌های نسبتاً گرم تا ملایم و زمستان‌های سرد از خصوصیات اقلیمی شهرستان اراک است.

### زیاگان
از مهم‌ترین کوه‌های آن می‌توان به کوه‌های راسوند، سفیدخانی و هفتادقله اشاره کرد.

## تقسیمات کشوری
شهرستان اراک دارای سه بخش مرکزی، بخش ساروق و معصومیه و ده دهستان است:
- بخش مرکزی
  - دهستان امان‌آباد
  - دهستان امیریه
  - دهستان داودآباد
  - دهستان سده
  - دهستان شمس‌آباد
  - دهستان مشک‌آباد
  - دهستان مشهد میقان

نقاط شهری: اراک و داودآباد
- بخش ساروق (به مرکزیت ساروق)
  - دهستان مشهدالکوبه
  - دهستان ساروق

نقاط شهری: ساروق
- بخش معصومیه (به مرکزیت کارچان)

نقاط شهری: کارچان

## مردم‌شناسی

### جمعیت
بنابر سرشماری مرکز آمار ایران، جمعیت شهرستان اراک در سال ۱۳۹۵ حدود ۵۹۱٬۷۵۶ نفر است.

### زبان
اهالی این شهرستان به زبان فارسی و لهجه اراکی سخن می‌گویند.

### دین و مذهب
اکثر ساکنین شهرستان اراک مسلمان و پیرو مذهب شیعه هستند.

### مشاهیر
مصطفی‌قلی بیات معروف به صمصام‌الملک، آقانورالدین عراقی (۱۲۷۸ ه. ق اراک - ۱۳۴۱ ه. ق اراک) از مجتهدان و مراجع     تقلید شیعه، مرتضی‌قلی بیات ملقب به سهام‌السلطان (۱۲۶۹ - ۱۳۳۷) سیاست‌مدار، وزیر، محمدعلی اراکی، فقیه، مرجع تقلید شیعه، کربلایی کاظم ساروقی (کربلایی محمدکاظم کریمی ساروقی)

## صنعت و اقتصاد

### واحدهای تولیدی
وجود کارخانه‌ها و صنایع مختلف در محدوده شهرستان اراک از سویی و مرکزیت استان از سویی دیگر باعث جذب فعالیت‌های صنعتی و خدماتی در اراک شده‌است. از صنایع دستی عمده آن فرش بافی است که فرش ساروق اراک در این مورد از شهرت خاصی برخورداراست.
به خاطر وجود صنایع مختلف و مادر در اراک این شهر را پایتخت صنعتی ایران می‌نامند.

### کشاورزی و دامپروری
شهر اراک با اینکه به عنوان یک شهر صنعتی شناخته شده‌است، از نظر کشاورزی دارای پتانسیل‌های قابل توجهی است. حدود ۱۱۸٬۵۰۰ هکتار زمین قابل کشت در شهرستان وجود دارد که سالانه حدود ۴۰۲٬۴۹۲ تن محصولات دامی، زراعی و باغی از آن برداشت می‌شود. از عمده‌ترین محصولات کشاورزی می‌توان به گندم، جو، علوفه دام، چغندرقند، سیب زمینی، انگور، هلو، سیب، گردو و بادام اشاره کرد. همچنین در بخش دامداری، ۱۲۸ واحد مرغداری، ۱۱۲ واحد گاوداری شیری، ۴۱۶ واحد گوساله پرواری، ۹ ایستگاه جمع‌آوری شیر فعالیت دارند.

## فرهنگ

### جاذبه‌های طبیعی
جریان سرچشمه‌های قره چای درغرب شهرستان اراک به علاوه وجود مناطق سرسبز در حواشی این رودخانه و همچنین اقلیم کوهستان و نقاط مرتفع جهت کوهنوردی، این قسمت از شهرستان اراک را از سایر مناطق جدا نموده‌است.
- چشمه چپقلی
- چشمه کیخسرو (سراب حک)
- چشمه دوروزن آب روستای چناس (چشمه‌ای فصلی بوده وتا اواخر بهار آب دارد وشدیدا تحت تأثیر بارش باران و برف است. این چشمه و چشمه‌های دیگر این روستا سرچشمه اصلی رودخانه اراک می‌باشند)
- چشمه سراب چناس (چشمه‌ای دایمی بوده و فقط در خشکسالی‌های شدید بی آب می‌شود)
- چشمه سیلی چناس (چشمه‌ای فصلی بوده و تا اواسط بهار آب دارد و شدیداً تحت تأثیر بارش باران و برف است)
- چشمه دره چناس (این چشمه در میانهٔ کوه غربی دشت دربند چناس قرار دارد که در تمامی فصول سال آب دارد. عجیب است که در بالای کوه همیشه آب دارد)
- چشمه آب رضاآباد در امامزاده سهل ابن علی
- چشمه آب عمارت واقع در ۴۰ کیلومتری اراک بعد ازروستای هفته که در تمام فصول سال آب دارد
- امامزاده شاهزاده محمد حصار بعد از روستای هفته در ۴۰ کیلومتری اراک
- باغ اربابی واقع در روستای هفته در ۴۰ کیلومتری اراک

چشمه کیخسرو واقع در روستای حک بالا
شهرستان اراک به خاطر گسترش سازنده‌های آهکی و دولومیتی، محل تشکیل غارهای بسیاری بوده‌است:
- غار سفید خانی
- غار انجدان
- غار آسیلی
- غار کل چناس (این غار ورودی کوچکی دارد که ده متر نشسته باید رفت سپس به تونل بزرگ شیبداری می‌رسد در انتهای سمت چپ راه باریکی دارد که به قسمت اصلی غار می‌رسد. این غار تا اوایل بهار آب دارد. ازحیوانات این غار خفاش را می‌توان نام برد)
- ایوان غار کل چناس (این یک غار کوچک است که به علت ارتباط با غار کل به ایوان غار کل معروف است. شکارچیان در زمستان در این ایوان استراحت می‌کنند)
- غار برآفتاب روستای چناس (این غار در بالای کوه برآفتاب قرار دارد. این کوه سه غار دارد که یکی از این‌ها درون صخره‌های نوک کوه‌است)
- برآفتاب چناس (این کوه در قسمت غربی روستا قرار دارد و آفتاب صبح به آن می‌تابد)
- گورآب چناس (این کوه در قسمت شرقی روستا قرار دارد وهنگام صبح سایهٔ این کوه بر روستا باعث اختلاف دمای آن با روستاهای مجاور می‌باشد)
- میشو چناس (این کوه بلندترین کوه آنجا بعد از اشترانکوه می‌باشد و فصول زیادی از سال برف دارد ارتفاع این کوه ۲۹۲۵ متر از سطح دریا می‌باشد)
- کوه غار یا شاه نشین چناس (این کوه به علت وجود غاری در آن کوه غار نام گرفته‌است. غار این کوه تمام سال آب دارد و شکارچیان زیادی برای شکار به این چشمه می‌روند)
- کوه غاغان (این کوه در قسمت غربی اراک قرار دارد و آفتاب عصر به آن می‌تابد)